# 葉遵
葉遵（1549年—？），字子憲，浙江紹興府餘姚縣人，民籍，明朝政治人物。

## 生平
萬曆元年（1573年）癸酉科浙江鄉試第九名舉人，萬曆二年（1574年）甲戌科會試第一百八十五名，登三甲第一百四十二名進士。选授工科给事中，十一年闰二月升刑科右给事中。

## 家族
曾祖葉譜；祖父葉蘭；父葉鳴，曾任冠帶生員。前母夏氏；母趙氏。具庆下。兄葉選（工部郎中）、葉遴（恩贡生）、葉之盛（知县）、葉邁、葉奕春、葉遂。弟葉遷。